# Arquebisbat de Belgrad

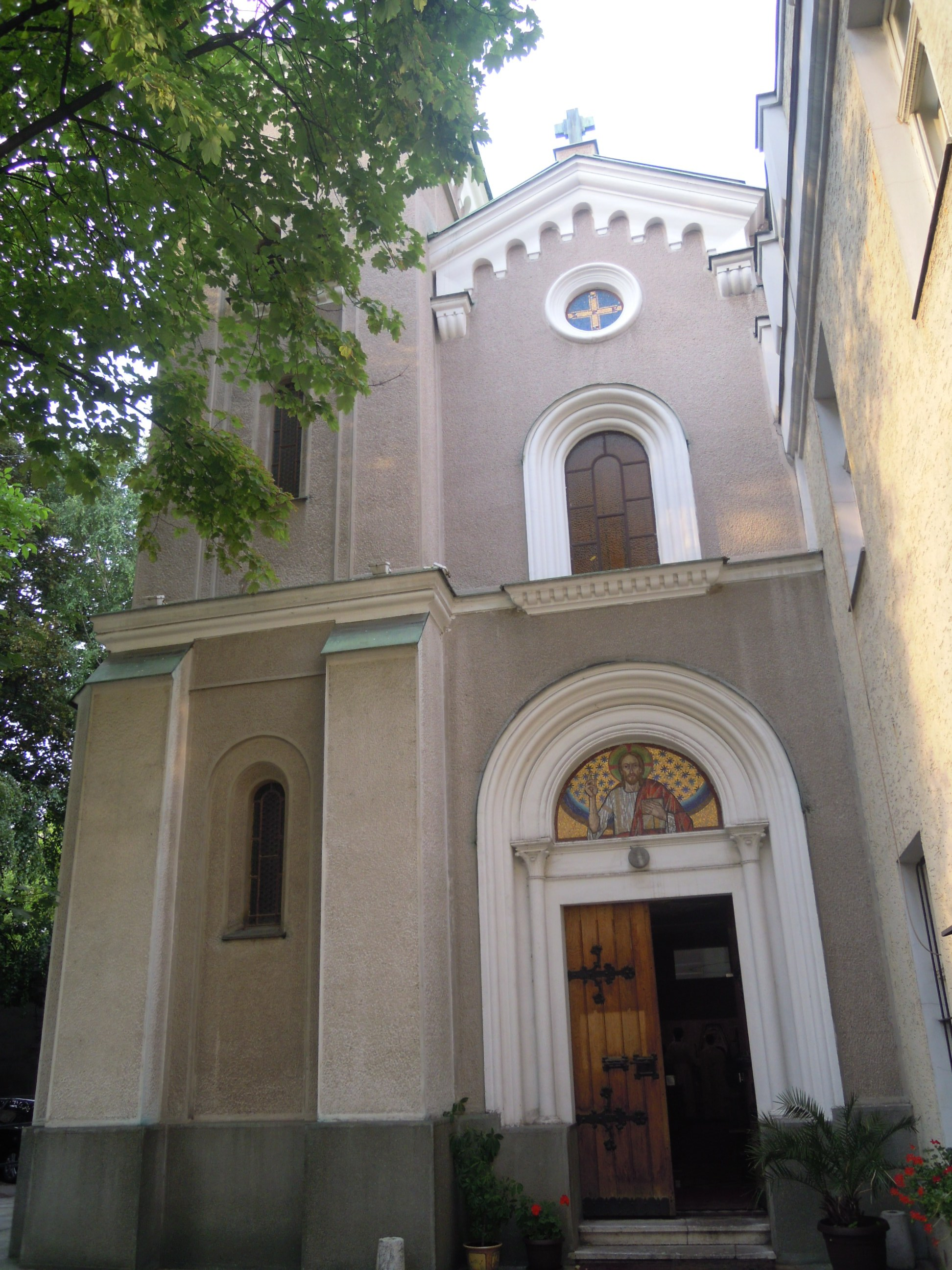
L'antiga cocatedral de Crist Rei.

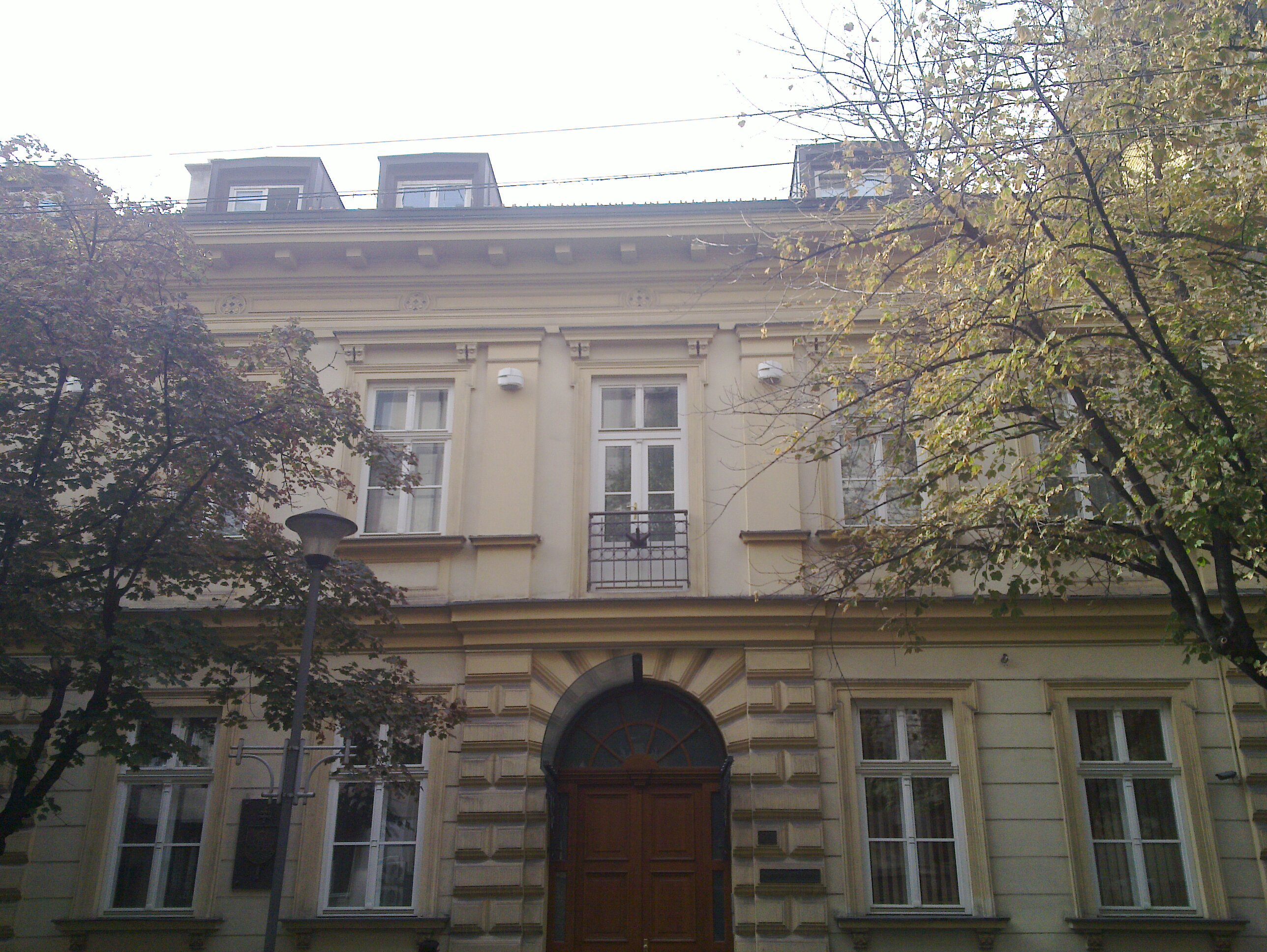
El palau arxivepiscopal de Belgrad.

L'arquebisbat de Belgrad (serbocroat: Beogradska nadbiskupija); llatí: Archidioecesis Belogradensis) és una seu metropolitana de l'Església catòlica a Sèrbia.
Al 2022 comptava amb 19.740 batejats d'un total de 5.052.935 habitants. Actualment està regida per l'arquebisbe metropolità cardenal Ladislav Német, S.D.V..

## Territori
L'arxidiòcesi comprèn la tota Sèrbia, llevat la Voivodina.
La seu arxiepiscopal és la ciutat de Belgrad, on es troba la catedral de Santa Maria Assumpta al Cel i la cocatedral de Crist Rei.
El territori s'estén sobre 50.000 km² i està dividit en 18 parròquies.
La província eclesiàstica de Belgrad, instituïda el 1984, comprèn dues diòcesis sufragànies: Subotica i Zrenjanin.

## Història
L'actual arxidiòcesi deriva de l'antiga diòcesi de Singidunum, erigida a l'època de l'Imperi Romà, sufragània de l'arxidiòcesi de Viminacio, seu metropolitana de la província romana de Moesia Prima (o Superiora). Hi ha dos bisbes documentats de Singidunum, tots dos partidaris de l'arrianisme: Ursazio i Secondiano. La seu va desaparèixer amb les primeres invasions bàrbares, però fou restaurada per Justinià I al segle vi; segons Jacques Zeiller, un bisbe anònim de Singidunum es va poder documentar el 580 . Més tard la diòcesi va ser definitivament abolida.
A partir del 1290 es va reprendre la sèrie episcopal. En aquest període la ciutat i la diòcesi tenien diferents noms: Alba Graeca, Alba Bulgarica, Nandoralba.
Des de 1429 tenia el nom de diòcesi de Belgrad i era sufragània de l'arxidiòcesi de Kalocsa; també va incloure en el seu territori la ciutat de Timișoara, que després va cedir a la diòcesi de Csanad.
Sota el domini otomà, es van nomenar administradors apostòlics a partir de 1521.
Sota el govern posterior dels Habsburg, el dret d'elecció episcopal va ser reclamat per la corona, a la qual la Santa Seu es va oposar, perquè la diòcesi de Belgrad no figurava entre les deu fundades per sant Esteve. Belgrad va romandre en mans austríaques en tres períodes diferents: 1688 - 1690 , 1717 - 1739 i 1789 - 1791 . Durant el govern dels Habsburg es va convertir en la capital del reconstituït Regne de Sèrbia i s'hi van traslladar molts nous habitants, entre ells milers de catòlics.
Des de 1647 els bisbes de Belgrad van ser també administradors apostòlics de Smederevo. El 23 de desembre de 1729 la diòcesi de Smederevo es va unir aeque principaliter amb la de Belgrad.
Segons De Rosa i Cracco, després de 1737 Belgrad va tornar sota el domini otomà i només va quedar el títol de la diòcesi, mentre que el govern espiritual va passar de l'arquebisbe de Skopje ( 1744 ) al de Nicopoli. El 1858 va ser confiat al bisbe de Đakovo Strossmayer.
De nou segons De Rosa i Cracco, l'any 1861 el principat serbi va sol·licitar a la Santa Seu el restabliment d'un bisbe ordinari per a la diòcesi, fet que va ser interpretat per l'administrador apostòlic Strossmayer com un intent de desfer-se d'un súbdit austríac al govern de la diòcesi. En el mateix període, la Congregació de Propaganda Fide va decidir erigir una prefectura apostòlica a Belgrad, però aquest pla va romandre sense execució.
Després del concordat del 24 de juny de 1914, la jerarquia catòlica va ser restaurada al regne de Sèrbia; la seu de Belgrad va ser restaurada després d'anys de seu vacant i elevada al rang d'arxidiòcesi. Tanmateix, l'esclat de la Primera Guerra Mundial i els canvis geopolítics posteriors a la regió van ajornar la implementació del concordat. Només l'any 1924 es va poder nomenar el primer arquebisbe, el franciscà Ivan Rafael Rodić, fins aleshores administrador apostòlic del Banat iugoslau.
El 16 de desembre de 1986, en virtut de la butlla Quoniam ut compertum del papa Joan Pau II, esdevingué seu metropolitana amb les actuals diòcesis sufragània.
El 12 de juliol de 1988, amb el decret Maiori Christifidelium de la Congregació per als Bisbes, la càtedra de l'arxidiòcesi es va traslladar de l'església de Crist Rei a la de la Santíssima Verge Maria Assunta de Cielo.

## Cronologia episcopal
- Ursacio † (abans del 343 - vers 369 deposat)
- Secondiano † (citat el 381)
- Martino, O.F.M. † (1290 - 1231 mort)
- Andrea, O.P. † (31 d'octubre de 1322 - ?)
- Paolo, O.E.S.A. † (22 d'abril de 1330 - 1346 mort)[4]
- Paolo Adam, O.Cruc. † (8 de març de 1346 - ? mort)
- Giovanni di Flestin (o Frusten), O.E.S.A. † (20 de març de 1363 - 1365 mort)[5]
- Nicola di Frusten, O.E.S.A. † (8 de juny de 1365 - 1369 mort)[6]
- Michele † (? mort)
- Gregorio di Nexe, O.F.M. † (21 de maig de 1419 - ?)
- Matteo di Riapa, O.F.M. † (1 de setembre de 1420 - ?)
- Antonio, O.F.M. † (1423 - ? mort)
- Nicola, O.F.M. † (1427 - ? mort)
- Biagio Giovanni, O.F.M. † (8 de febrer de 1432 - ? mort)
- Stefano Petri † (30 d'abril de 1438 - ? mort)
- Tommaso † (16 d'abril de 1450 - ?)
- Pietro di Seghedino † (1475 - ?)
- Giovanni di Rhenese † (30 d'octubre de 1494 - ?)
  - Sede vacante
  - Tommaso † (10 de juliol de 1506 - ?) (bisbe titular)
  - Nicola Giovanni Petri † (24 d'abril de 1525 - ?) (bisbe titular)
  - Pietro Katich † (? - de març de 1622 mort) (administrador apostòlic)[7]
  - Alberto Rengjich di Ragusa, O.F.M. † (19 de febrer de 1625 - 2 de març de 1630 mort)[8]
  - Pietro Massarechi † (1 de març de 1631 - 27 de novembre de 1634 mort)[9]
  - Giacomo di Carpi, O.F.M.Conv. † (5 de març de 1640 - 7 d'octubre de 1647 renuncià) (administrador apostòlic)
- Marino Ibrisimoich, O.F.M. † (7 d'octubre de 1647 - ? mort)
- Matteo Benlich, O.F.M. † (27 de febrer de 1651 - 30 de gener de 1674 mort)
  - Roberto Korlatovich, O.F.M. † (6 de maig de 1675 - ?) (bisbe electe)
- Matteo Berniacovich, O.F.M. † (20 de desembre de 1675 - 10 de gener de 1707 mort)
- Luca Natale † (24 de gener de 1709 - 19 de gener de 1720 mort)
  - Sede vacante (1720-1728)
- Anton von Thurn und Valsassina † (23 de desembre de 1729 - 2 de març de 1733 nomenat bisbe de Pécs)
- Franz Anton von Engel in Wagrain  † (5 de maig de 1734 - 7 de desembre de 1750 nomenat bisbe de Csanád)
  - Sede vacante (1750-1755)
- István Pucz † (12 de maig de 1755 - 24 de març de 1771 mort)
  - Sede vacante (1771-1775)
- Anton Zlatarić † (24 d'abril de 1775 - 30 de gener de 1790 mort)
- Nikolaus Kondé de Pókatelek † (24 de setembre de 1792 - 22 de desembre de 1800 nomenat bisbe de Gran Varadino)
- József Ignác de Vilt † (22 de desembre de 1800 - 26 d'agost de 1806 nomenat bisbe de Győr)
- Sandor Bodonyi † (27 de novembre de 1806 - 11 de novembre de 1811 mort)[10]
- Štefan Cech † (26 de setembre de 1814 - 8 de gener de 1821 nomenat bisbe de Košice)
  - Sede vacante (1821-1833)
- Michael Johann Wagner † (29 de juliol de 1833 - 1 de febrer de 1836 confirmat bisbe de Sankt Pölten)
- Giuseppe Schrott † (19 de maig de 1837 - vers 1858)
  - Sede vacante (1858-1924)
  - Josip Juraj Strossmayer † (1858[11] - 3 de setembre de 1898 renuncià) (administrador apostòlic)[12]
  - Venceslao Soić † (23 de desembre de 1858 - 8 de gener de 1869 succeduto bisbe de Segna-Modruš) (bisbe titular)[13]
  - Ivan Pavlesić † (4 de juliol de 1871 - 9 de setembre de 1893 mort) (bisbe titular)[14]
- Ivan Rafael Rodić, O.F.M. † (29 d'octubre de 1924 - 28 de novembre de 1936 renuncià[15])
- Josip Antun Ujčić † (28 de novembre de 1936 - 24 de març de 1964 mort)
- Gabriel Bukatko † (24 de març de 1964 - 4 de març de 1980 renuncià)
- Alojz Turk † (4 de març de 1980 - 16 de desembre de 1986 jubilat)
- Franc Perko † (16 de desembre de 1986 - 31 de març de 2001 renuncià)
- Stanislav Hočevar, S.D.B. (31 de març de 2001 - 5 de novembre de 2022 jubilat)
- Ladislav Német, S.V.D., des del 5 de novembre de 2022

## Estadístiques
A finals del 2022, la diòcesi comptava amb 19.740 batejats sobre una població de 5.052.935 persones, equivalent al 0,4% del total.
| any  | població | població  | població | sacerdots | sacerdots       | sacerdots       | sacerdots             | diàques | religiosos | religiosos | parroquies |
| ---- | -------- | --------- | -------- | --------- | --------------- | --------------- | --------------------- | ------- | ---------- | ---------- | ---------- |
| any  | batejats | total     | %        | total     | clergat secular | clergat regular | batejats por sacerdot | diàques | homes      | dones      |            |
| 1950 | 50.000   | 3.500.000 | 1,4      | 23        | 10              | 13              | 2.173                 |         | 7          | 348        | 15         |
| 1959 | 50.000   | 3.200.000 | 1,6      | 23        | 9               | 14              | 2.173                 |         | 20         | 170        | 15         |
| 1969 | 36.000   | 5.000.000 | 0,7      | 29        | 10              | 19              | 1.241                 |         | 24         | 395        | 11         |
| 1980 | 34.800   | 5.000.000 | 0,7      | 16        | 9               | 7               | 2.175                 |         | 15         | 184        | 13         |
| 1990 | 12.400   | 5.590.000 | 0,2      | 27        | 12              | 15              | 459                   |         | 17         | 146        | 15         |
| 1999 | 8.400    | 5.505.000 | 0,2      | 19        | 9               | 10              | 442                   |         | 11         | 42         | 15         |
| 2000 | 8.300    | 5.500.000 | 0,2      | 18        | 10              | 8               | 461                   |         | 9          | 34         | 15         |
| 2001 | 9.000    | 5.500.000 | 0,2      | 20        | 10              | 10              | 450                   |         | 12         | 39         | 15         |
| 2002 | 9.800    | 5.599.800 | 0,2      | 22        | 12              | 10              | 445                   |         | 12         | 33         | 15         |
| 2003 | 9.900    | 5.647.900 | 0,2      | 22        | 11              | 11              | 450                   |         | 13         | 35         | 15         |
| 2004 | 60.000   | 5.527.810 | 1,1      | 23        | 14              | 9               | 2.608                 |         | 9          | 30         | 15         |
| 2006 | 9.267    | 5.469.977 | 0,2      | 23        | 14              | 9               | 402                   |         | 9          | 27         | 16         |
| 2012 | 26.130   | 5.938.000 | 0,4      | 20        | 11              | 9               | 1.306                 |         | 9          | 15         | 16         |
| 2015 | 27.050   | 5.500.000 | 0,5      | 21        | 11              | 10              | 1.288                 |         | 10         | 11         | 16         |
| 2018 | 20.087   | 5.136.900 | 0,4      | 22        | 13              | 9               | 913                   |         | 9          |            | 17         |
| 2020 | 19.900   | 5.095.000 | 0,4      | 20        | 12              | 8               | 995                   |         | 8          |            | 18         |
| 2022 | 19.740   | 5.052.935 | 0,4      | 24        | 13              | 11              | 822                   |         | 11         | 8          | 18         |